# Honda Dylan
La Honda Dylan, chiamato anche con il codice di telaio Honda SES 125 o Honda SES 150 a seconda della motorizzazione, è un motociclo prodotto dal 2002 al 2006 dalla casa motociclistica giapponese Honda.

## Storia
Presentato al Motor Show di Bologna nel dicembre 2001 il Dylan entra in produzione  nello stabilimento Honda Italia di Atessa nel gennaio successivo; si posiziona all'interno della gamma di scooter del costruttore tra l'Honda @ e l'SH. 
Durante la sua vita commerciale ha subito un aggiornamento solo nel dicembre del 2003 quando è stata presentata al Motor Show di Bologna la gamma MY2004 che introduceva una nuova verniciatura nero opaco e una nuova versione 
denominata Repsol Replica con grafiche sulla carrozzeria ispirate alle moto da competizione.
Nel 2006 esce di produzione sostituito dall'Honda PS.
Il Dylan utilizza lo stesso telaio dell'Honda @ ed era disponibile con due motorizzazioni monocilindriche a quattro tempi, una da 125 e l'altra da 150 cm³. La potenza del motore veniva trasferita alla ruota posteriore attraverso una frizione centrifuga dotata di trasmissione a cinghia trapezoidale a variazione continua. Inoltre lo scooter era dotato di un sistema frenante misto disco-tamburo, fornito del sistema CBS (Combined Brake System).